# Корга (остров)
Корга — остров архипелага Северная Земля. Административно относится к Таймырскому Долгано-Ненецкому району Красноярского края.
Расположен в центральной части архипелага в 11,5 километрах к юго-востоку от расположенного на северо-восточном побережье острова Октябрьской Революции мыса Свердлова. Ближайшие острова: Хитрый — чуть менее 4 километров к северу и Большой (самый северный из Краснофлотских) — немногим более 4 километров к югу.
Остров имеет овальную форму длиной менее 200 метров. Практически полностью покрыт льдом. Существенных возвышенностей нет.